# Darakert
Darakert – wieś w Armenii, w prowincji Ararat. W 2011 roku liczyła 2723 mieszkańców.